# Lipnik (Harta)
Lipnik – część wsi Harta w Polsce, położona w województwie podkarpackim, w powiecie rzeszowskim, w gminie Dynów.
W latach 1975–1998 Lipnik administracyjnie należał do województwa przemyskiego.